# Bibionidae

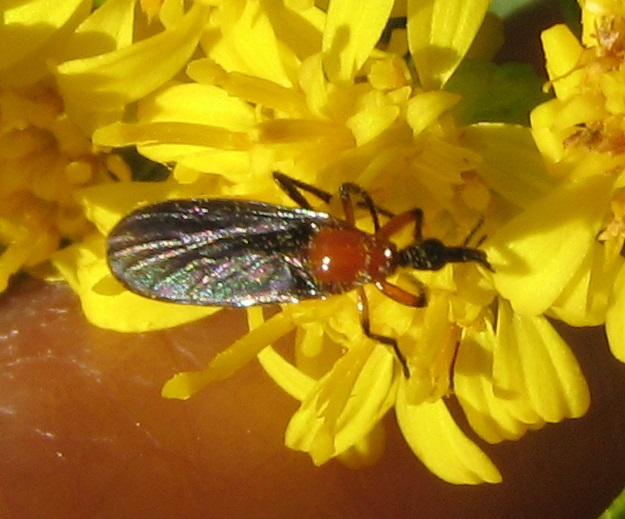
Dilophus, hembra

Bibionidae es una familia de insectos del orden Diptera, asociados con ambientes terrestres. Con más de 1100 especies en 12 géneros, de distribución mundial.

## Descripción

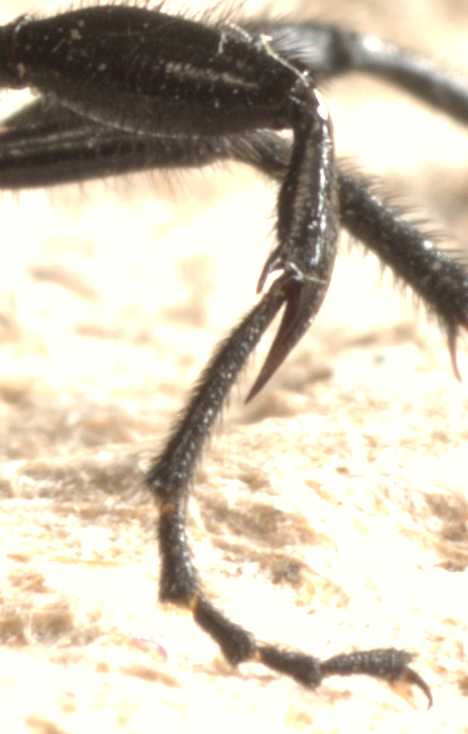
Pata delantera de Bibio marci. Note la tibia más corta y el espolón en su extremo.

Los adultos tienen el cuerpo de tamaño medio-pequeño, con 5 a 12 mm de longitud, generalmente vellosos y caracterizados por un evidente dimorfismo sexual. Los machos tienen tegumento negruzco,  cabeza reducida, ojos holópticos, tórax jorobado, cuerpo brillante de color negro, antenas aristadas  reducidas respecto a la cabeza, las hembras son de cuerpo rojizo, más aplanadas y con ojos menos grandes y espaciados.
La cabeza es libre, relativamente pequeña en comparación con el resto del cuerpo, provista de tres ocelos. Los ojos del macho están considerablemente desarrollados y se extienden hacia el área fronto-dorsal hasta que se tocan (cabeza holóptica). Cada ojo está dividido, por una línea divisoria, en dos áreas: la anterior y la dorsal están más desarrolladas y están compuestas por omatidios grandes, la lateral y posterior son más pequeñas y están compuestas por omatidios pequeños. Las hembras tienen ojos más pequeños y espaciados. Las antenas están poco desarrolladas, consistiendo en 5-10 segmentos muy cortos; en los machos se insertan ventralmente, debajo de los ojos conectados, cerca del aparato bucal. El aparato bucal es de succión, no perforante.
El tórax es corto y convexo. Las patas son relativamente largas y robustas, pero menos largas que las de muchos nematóceros; el tarso se compone de 5 segmentos y tienen una uña. Las tibias anteriores son más cortas que el primer segmento tarsal y tienen una corona de espinas o un espolón largo en el ápice; Otros procesos espinales están presentes en el lado ventral de las tibias.

Venación del ala de Bibionidae. Ver texto

Las alas están bien desarrolladas; la región costal se caracteriza por una vena fuerte, debido al acercamiento del radio y la subcosta a la costa. El carácter más obvio es el oscurecimiento de la región costal, que tiende a hacerla opaca. En algunas especies, el pardeamiento se convierte en un verdadero pterostigma. El grano está simplificado y no presenta caracteres homogéneos dentro de la familia. Las principales características son las siguientes:
- La costa se extiende a lo largo de todo el margen anterior hasta el vértice del ala al final de la primera rama del sector radial (R4 o R4 + 5);
- La subcosta (Sc) y la rama anterior del radio (R1) son marcadamente aproximadas a la costilla y se unen a lo largo del borde anterior; a veces la subcosta se fusiona con la costa;
- El radio puede tener dos ramales terminales (R1 y R4 + 5) o tres (R1, R4 y R5), mientras que siempre falta la ramificación R2 + 3 del sector radial;

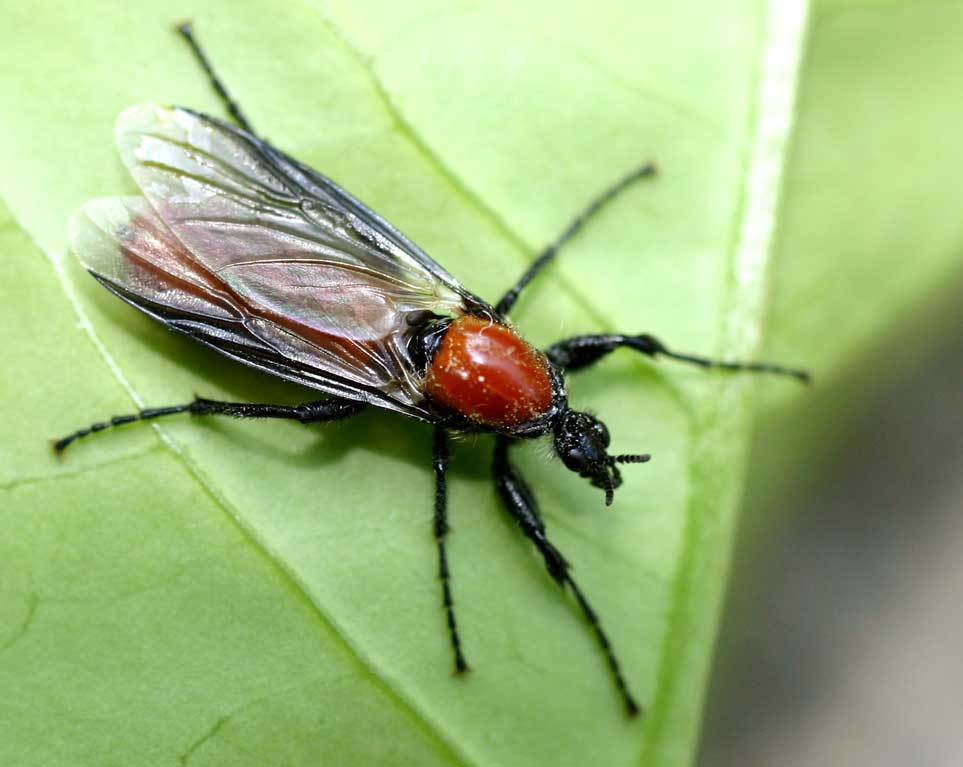
Hembra de Bibio hortulanus.

- El promedio siempre tiene solo dos ramificaciones, M1 y M2;
- El codo siempre presenta, como en las generalidades de los dípteros, la única rama anterior dividida en CuA1 y CuA2, interpretada por algunos autores como CuA y M4;
- Hay dos costillas anales, de las cuales A1 es la más desarrollada;
- Las costillas transversales se reducen al humeral (h), a un radio medial (r-m) y un cubital medio (m-cu);
- El radio medial conecta la media y el sector radial antes de las bifurcaciones respectivas y forma con el sector radial un ángulo agudo hacia el lado posterior;
- El cubital central puede tener dos posiciones diferentes: en algunas especies conecta la base de CuA con M1 + 2 antes de la bifurcación de esta última, *En otras especies tiene una posición más distal y conecta la sección intermedia de CuA1 con la base de M2 ;
- En general, las venas de Bibionidae delimitan dos células basales relativamente largas en la región.

## Biología
El desarrollo postembrionario tiene lugar en cuatro estadios, tres de larva y uno de pupa.
La larva, de aspecto vermiforme, es ápoda y eucéfala, con cabeza oscura y cuerpo grisáceo, y en la madurez puede alcanzar una longitud de 20-25 mm. El tegumento presenta adornos espiniformes en el dorso.
Las larvas son generalmente gregarias y viven en el suelo, generalmente en sustratos húmedos ricos en materia orgánica. A menudo se encuentran en el estiércol u otros sustratos orgánicos utilizados como fertilizantes. En las primeras etapas larvales, son saprófagas y se alimentan principalmente de hongos y materia orgánica ingeridos con el suelo, mientras que luego erosionan los materiales orgánicos, incluidas las raíces de las plantas. Por esta razón, ocasionalmente pueden ser dañinas cuando alcanzan altas concentraciones. La pupación tiene lugar en el suelo, emergen a través de una fractura dorsal longitudinal de la cutícula.
La pupa es oblonga, obtecta, protegida por la exuvia del último estadio larvario (pupario).
Los adultos tienen hábitos diurnos, son de vida muy corta, algunos no se alimenta, pasan la mayor parte del tiempo apareándose. Permanecen unidos durante el vuelo. A veces forman grandes enjambres.

## Sistemática
La familia incluye más de 1100 especies en total y está representada en casi todas las regiones zoogeográficas de la Tierra. De acuerdo con las pautas más recientes, la familia incluye todos los géneros de Bibionoidea sensu Rohdendorf, con la excepción de Hesperinus, insertado en una familia propia.

## Fósiles
Los bibiónidos están más representados por fósiles que todas las otras familias de dípteros. Hay algunos fósiles dudosos del Jurásico, las del Cretáceo superior parecen muy similares a especies vivientes. Hay abundantes fósiles en el período Terciario, si bien muchas especies han sido descritas en base a material muy fragmentario. La mayoría de las especies se pueden identificar dentro de géneros del presente. En particular los géneros Plecia y Bibio que son abundantes en el Terciario. Los fósiles de Europa incluyen muchas especies del género tropical Plecia que en la actualidad no existe en Europa, lo que demuestra que el clima era más templado durante ese período.